# Andrés Arias Maldonado y Velasco
Andrés Arias Maldonado y Velasco (Marbella, España, c. 1600 – Cartago, provincia de Costa Rica, 25 de noviembre de 1661) fue un militar español que desempeñó el cargo de gobernador de la provincia de Costa Rica desde 1659 hasta 1661.

## Datos familiares
Fue hijo de Juan Arias Maldonado y su esposa, quien era de apellido Velasco. 
Casó en Marbella el 22 de diciembre de 1624 con Melchora de Góngora y Córdoba y Ávila, hija de Gabriel de Góngora y Córdoba y Francisca Ávila. Hijos de este matrimonio fueron María, casada en Cartago en 1664 con el capitán Manuel Pérez; sin sucesión; Bartolomé, sargento mayor, casado en Cartago con Sebastiana de Alvarado y Vera Sotomayor, sin sucesión; Rodrigo Gabriel (Rodrigo Arias Maldonado y Góngora), marqués de Talamanca, fraile betlemita con el nombre de fray Rodrigo de la Cruz; y Melchora Francisca, casada en Marbella con Nicolás Sobreda y Sotomayor.

## Carrera militar
Sirvió en el ejército español desde 1623. Los tres primeros años sirvió sin salario en la costa del reino de Granada, y de 1628 a 1638 como auditor de la gente de guerra de a pie y de a caballo y guarda de la mar del partido de Marbella, con plaza de jinete en su compañía. En septiembre de 1638 pasó a servir a Cataluña, como contador de las tropas enviadas al socorro de Fuenterrabía. Posteriormente fue teniente de una compañía, hasta el 13 de agosto de 1639. El 3 de mayo de 1640 fue nombrado cabo de una tropa de caballería. En febrero de 1641 se le dio el grado de capitán de caballos corazas. Estuvo en el socorro de Perpiñán y en 1643 y 1644 participó en varios hechos de armas, a su costa, y en 1647 pasó a Orán, donde sirvió hasta el 30 de octubre de 1648. Varias veces sufrió en combate heridas de consideración. Llegó a alcanzar el grado de maestre de campo.

## Gobernador de Costa Rica
El 3 de junio de 1655 el rey Felipe IV lo designó gobernador de Costa Rica, para suceder a Juan Fernández de Salinas y La Cerda. Viajó a América en 1658 y tomó posesión el 8 de enero de 1659. 
Durante su administración se inició el cultivo del cacao en la costa caribeña de Costa Rica.
El 12 de mayo de 1659 salió de Cartago en busca de un buen puerto en el Caribe; reconoció la boca del Desaguadero o río San Juan y después recorrió la costa hacia el sudeste hasta llegar a un puerto que tradicionalmente se ha identificado con el de Limón, aunque podría haberse tratado también del llamado hoy Puerto Viejo.
En 1660, por orden del Rey, fue nuevamente a la desembocadura del San Juan, junto con el gobernador de Nicaragua José Portal, para ver si se podría fortificar, pero concluyeron que la fortificación era imposible. 
Durante su gobierno se extinguieron (1660) los corregimientos de Chirripó, Pacaca, Quepo y Turrialba así como la alcaldía mayor de Suerre, cuyos territorios se agregaron a la gobernación de Costa Rica.
Su muerte el 25 de noviembre de 1661 fue muy sentida por los vecinos de Cartago, quienes le profesaron gran afecto por su bondad y caballerosidad. Le sucedió interinamente el teniente de gobernador Pedro Fernández de Córdoba y Dávila. Su juicio de residencia fue efectuado años después de su muerte por el gobernador Juan López de la Flor y Reinoso.